# سیاست در دانمارک
نظام سیاسی دانمارک، حکومت پادشاهی مشروطه با نظام پارلمانی و دموکراسی نیابتی است و پادشاه یا ملکه، رئیس حکومت محسوب می‌شود که در حال حاضر فردریک دهم، پس از کناره گیری مادرش مارگریت دوم از سلطنت در ۱۴ ژانویه ۲۰۲۴، پادشاه این کشور است.
قدرت اجرایی توسط هیئت دولت (به دانمارکی: Regeringen) اعمال می‌شود که نخست‌وزیر (به دانمارکی: Statsminister) در رأس آن قرار دارد و مسئول دولت است. قانون‌گذاری توسط پارلمان ملی دانمارک که فُلکِتین (به دانمارکی: Folketinget) نام دارد انجام می‌شود. اعضای قوه قضائیه نیز توسط هیئت اجرایی (معمولاً به پیشنهاد خود قوه قضائیه) نامزد می‌شوند و به‌طور رسمی توسط پادشاه منصوب شده و تا زمان بازنشستگی در منصب خود باقی می‌مانند.
دانمارک یک نظام چندحزبی دارد که دارای ۲ حزب قوی و ۴ یا ۵ حزب دیگر است. از آغاز تأسیس فلکتین در سدهٔ ۲۰ میلادی تاکنون، هیچ حزبی نتوانسته اکثریت مطلق پارلمان را از آنِ خود کند. از آنجایی که تنها چهار دولت ائتلافی پس از جنگ جهانی دوم از اکثریت برخوردار بوده‌اند، لوایح دولت به‌ندرت بدون مذاکره و سازش با احزاب موافق و مخالف به قانون تبدیل شده‌اند.
قانون اساسی دانمارک پایه‌های سیاسی حکومت، ساختار کلی، شیوهٔ اجرا، قدرت و وظایف نهادهای دولتی را تعریف می‌کند. در بخش‌های دیگر قانون اساسی، حقوق بنیادی و وظایف شهروندان، از جمله آزادی بیان، آزادی ادیان و خدمت وظیفهٔ اجباری آمده‌است.
در بسیاری از مسائل، احزاب سیاسی تمایل به همکاری دارند و مدل رفاه دولتی دانمارک (مدل نوردیک) پشتیبانی یکپارچهٔ پارلمان را به‌همراه دارد. رضایت عمومی از نهادهای سیاسی نیز بازتابی از میزان شفافیت و پاسخگویی در سطح بالا است، به همین دلیل دانمارک دائماً از سوی سازمان‌های بین‌المللی به عنوان کشوری با کمترین فساد اداری در جهان معرفی می‌شود.

## سلطنت

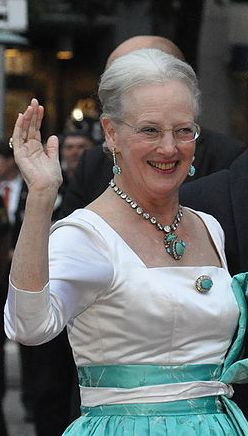
مارگریت دوم

مارگریت دوم به‌عنوان ملکهٔ سلطنتی و رئیس حکومت از ۱۴ ژانویه ۱۹۷۲ در رأس قدرت است. طبق قانون اساسی، شاه یا ملکه به‌عنوان رئیس حکومت به لحاظ نظری، منشأ همهٔ قدرت‌های اجرایی و قانون‌گذاری کشور است، با این حال پس از استقرار نظام مشروطه در سال ۱۹۰۱ عملاً تفکیک قوا صورت گرفت و پادشاه، در عمل، دارای قدرت اجرایی و قانون‌گذاری نیست.
متن قانون اساسی دانمارک به سال ۱۸۴۹ بازمی‌گردد؛ بنابراین، با توجه به شرایط مدرن، توسط حقوق‌دانان تفسیر می‌شود. از لحاظ رسمی، پادشاه توانایی رد کردن یک لایحه را با توشیح ملوکانه دارد. برای اینکه لایحه‌ای به قانون تبدیل شود، حتماً باید به امضای پادشاه و امضای یکی از وزرای دولت برسد. پادشاه همچنین نخست‌وزیر را نصب و عزل می‌کند، اگرچه در دورهٔ معاصر، خلع نخست‌وزیر می‌تواند یک بحران قانون اساسی ایجاد کند. در ۲۸ مارس ۱۹۲۰ کریستیان دهم آخرین پادشاهی بود که از اختیار خلع نخست‌وزیر استفاده کرد که در نهایت منجر به بحران عید پاک در سال ۱۹۲۰ شد.
تعیین وزرا، اعلان جنگ، و برقراری صلح، توسط نخست‌وزیر و هیئت دولت با رضایت رسمی پادشاه انجام می‌شود. هنگامی که یک دولت جدید در حال شکل‌گیری است، پادشاه رهبران احزاب را فرامی‌خواند و به رهبر حزب اکثریت دستور تشکیل هیئت دولت را می‌دهد.
طبق اصول قانون اساسی دربارهٔ مقام سلطنت، امروزه پادشاه نقشی تشریفاتی دارد و به‌واسطهٔ دموکراسی پارلمانی و تفکیک قوا، در استفاده از قدرت محدود شده‌است. با این حال، پادشاه دارای سه اختیار و حق قانونی است: حق مورد مشورت قرار گرفتن، حق توصیه و مشورت دادن، و حق تذکر دادن.

## احزاب سیاسی
دانمارک دارای سیستمی چندحزبی است. ۹ حزب در پارلمان این کشور نماینده دارند. چهار حزب قدیمی و تأثیرگذار در تاریخ این کشور عبارتند از حزب محافظه‌کار مردم، حزب سوسیال دموکرات، حزب وِنستره (به‌معنای چپ) و حزب سوسیال لیبرال دانمارک. با این حال، آمارها به‌نفع احزاب جوان‌تر در حال رشد است، احزابی مانند حزب دست‌راستی مردم دانمارکی و حزب دست‌چپی اتحاد قرمز-سبز.

## قوهٔ مجریه

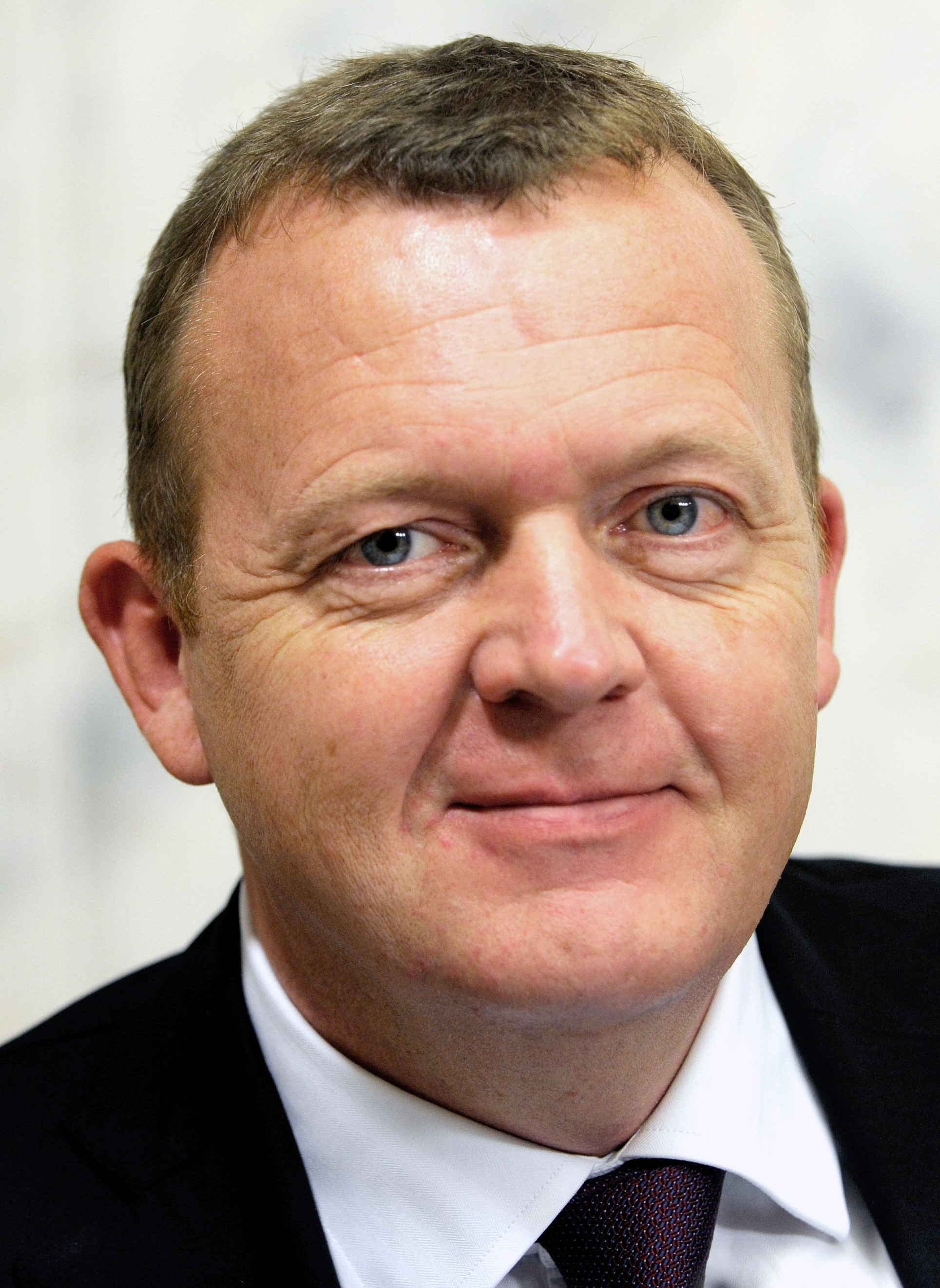
لارس لوکه راسموسن، نخست‌وزیر دانمارک.

وزرای هیئت دولت به ریاست نخست‌وزیر، قوهٔ مجریه را تشکیل می‌دهند. هیئت دولت و نخست‌وزیر برای عملکردشان به فلکتین پاسخگو هستند.
نخست‌وزیر دانمارک، رئیس دولت و مسئول هیئت دولت است که براساس ترکیب احزاب در فلکتین توسط پادشاه منصوب می‌شود. پس از انتخابات نیازی به رأی اعتماد برای آغاز به کار دولت نیست. اگر فلکتین عدم شایستگی نخست‌وزیر را اعلام کند، دولت سقوط می‌کند و همهٔ هیئت دولت تعطیل می‌شود.

### رئیس دولت
لارس لوکه راسموسن از آوریل ۲۰۰۹ تا سپتامبر ۲۰۱۱ نخست‌وزیر بود. او در ائتلاف پارلمانی با احزاب محافظه‌کار و حزب وِنستره و با حمایت پارلمانی حزب محافظه‌کار مردم توانست رهبری یک دولت ائتلافی دست‌راستی را برعهده بگیرد. در انتخابات سپتامبر ۲۰۱۱ احزاب راست انتخابات را به ائتلاف چپ-مرکز باختند که توسط هله تورنینگ-اشمیت رهبری می‌شد و در ۳ اکتبر ۲۰۱۱ دولت جدیدی متشکل از احزاب سوسیال دموکرات، سوسیال لیبرال و سوسیالیت مردم را تشکیل داد. این دولت حمایت پارلمانی اتحاد قرمز-سبز را نیز داشت.
آخرین انتخابات سراسری در دانمارک در ژوئن ۲۰۱۵ برگزار شد و حزب لیبرال به رهبری لارس لوکه راسموسن مسئولیت دولت را بر عهده گرفت. در نوامبر ۲۰۱۶ راسموسن با دعوت از احزاب اتحاد لیبرال و محافظه‌کار برای پیوستن به دولت، چندین سمت وزارتی را به این دو حزب واگذار کرد.

### هیئت دولت

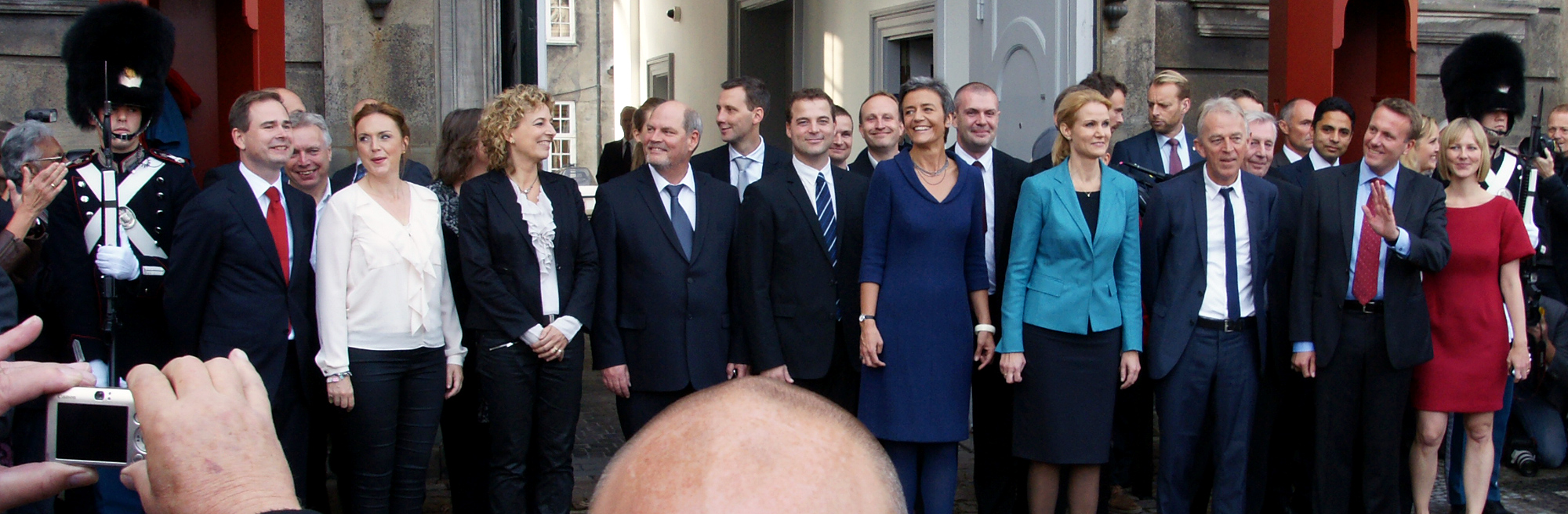
هیئت دولت هله تورنینگ-اشمیت (۲۰۱۱–۲۰۱۵)

بر اساس بخش ۱۴ قانون اساسی، تعداد وزیران هیئت دولت و حیطهٔ وظایف آن‌ها توسط پادشاه مشخص می‌شود. پادشاه به‌صورت قانونی و رسمی، وزیران را نصب و عزل می‌کند که شامل نخست‌وزیر نیز می‌شود. این بدان معناست که تعداد وزیران هیئت دولت و سازمان‌های اجرایی مرتبط با دولت، توسط قانون مشخص شده‌اند ولی ممکن است بدون اطلاع قبلی تغییر یابند.
معمولاً ائتلاف تعداد زیادی از احزاب به‌معنای یک هیئت دولت بزرگ و تعداد زیادی وزیر است، در حالی که یک ائتلاف کوچک یا یک دولت تک‌حزب به‌معنای وزیران کمتر است.
در ژوئن ۲۰۱۵ پس از انتخابات پارلمانی، هیئت دولت به‌همراه نخست‌وزیر دارای ۱۷ عضو بود. نخست‌وزیر وظایف هیئت دولت را مشخص و رهبری می‌کند و خودش به‌عنوان وزیرِ امور قانون اساسی، قلمروهای خارجی، و امور رسانه‌ها فعالیت می‌کند.
| مقام                                    | نام                    | آغاز تصدی      | حزب سیاسی      |
| نخست وزیر                               | لارس لوکه راسموسن      | ۲۸ نوامبر ۲۰۱۶ | ونستره         |
| وزیر امور خارجه                         | آندرس ساموئلسن         | ۲۸ نوامبر ۲۰۱۶ | اتحاد لیبرال   |
| وزیر امور مالی                          | کریستیان ینسن          | ۲۸ نوامبر ۲۰۱۶ | ونستره         |
| وزیر اقتصاد و امور داخلی                | سیمون اِمیل آمیتسول     | ۲۸ نوامبر ۲۰۱۶ | اتحاد لیبرال   |
| وزیر دادگستری                           | سورن پپه پولسن         | ۲۸ نوامبر ۲۰۱۶ | محافظه‌کار مردم |
| وزیر بازرگانی، بازرگانی و رشد           | بریان میکلسن           | ۲۸ نوامبر ۲۰۱۶ | محافظه‌کار مردم |
| وزیر دفاع                               | کلاوس هیورت فردریکسن   | ۲۸ نوامبر ۲۰۱۶ | ونستره         |
| وزیر کار                                | ترولس لوند پولسن       | ۲۸ نوامبر ۲۰۱۶ | ونستره         |
| وزیر مهاجرت و ادغام                     | اینگر استویبرگ         | ۲۸ نوامبر ۲۰۱۶ | ونستره         |
| وزیر آموزش و پرورش                      | مِرِته ریساگِر            | ۲۸ نوامبر ۲۰۱۶ | اتحاد لیبرال   |
| وزیر بهداشت                             | الن ترنه نوری          | ۲۸ نوامبر ۲۰۱۶ | ونستره         |
| وزیر فرهنگ و کلیسا                      | مته بوک                | ۲۸ نوامبر ۲۰۱۶ | اتحاد لیبرال   |
| وزیر علوم، فناوری، اطلاعات و آموزش عالی | سورن پیند              | ۲۸ نوامبر ۲۰۱۶ | ونستره         |
| وزیر کودکان و تأمین اجتماعی             | مای مرکادو             | ۲۸ نوامبر ۲۰۱۶ | محافظه‌کار مردم |
| وزیر ترابری، ساخت‌وساز و مسکن            | اوله بریک اولسن        | ۲۸ نوامبر ۲۰۱۶ | اتحاد لیبرال   |
| وزیر مالیه                              | کارستن لاوریتسن        | ۲۸ نوامبر ۲۰۱۶ | ونستره         |
| وزیر امور سالمندان                      | تیرا فرانک             | ۲۸ نوامبر ۲۰۱۶ | اتحاد لیبرال   |
| وزیر انرژی و امور آب و هوا              | لارس کریستیان لیله‌هولت | ۲۸ نوامبر ۲۰۱۶ | ونستره         |
| وزیر همکاری‌های توسعه                    | اولا تورناس            | ۲۸ نوامبر ۲۰۱۶ | ونستره         |
| وزیر محیط زیست و غذا                    | اسبن لونده لارسن       | ۲۸ نوامبر ۲۰۱۶ | ونستره         |
| وزیر نوآوری عمومی                       | سوفی لوهده             | ۲۸ نوامبر ۲۰۱۶ | ونستره         |
| وزیر معارف و وزیر همکاری نوردیک         | کارن المان             | ۲۸ نوامبر ۲۰۱۶ | ونستره         |

## پارلمان
پارلمان دانمارک فُلکتین نام دارد که دارای ۱۷۹ نماینده است که از طریق انتخابات برای یک دورهٔ حداقل چهار ساله انتخاب می‌شوند و افراد بالای ۱۸ سال حق برگزیدن و برگزیده‌شدن دارند. ۱۷۵ نماینده از دانمارک، ۲ نفر از گرینلند و ۲ نفر نیز از جزایر فارو انتخاب می‌شوند.
فلکتین به‌عنوان قوهٔ قانون‌گذاری، تمام قانون‌ها را تصویب کرده، هیئت دولت را تأیید و بر کار حکومت نظارت می‌کند. براساس قانون اساسی دانمارک، قدرت میان فلکتین و پادشاه تقسیم می‌شود، با این حال، قدرت پادشاه به امضای قوانین تصویب‌شده توسط پارلمان محدود شده‌است که باید ظرف ۳۰ روز انجام گیرد.
پارلمان ۲۴ کمیتهٔ دائمی دارد که وظیفهٔ آن‌ها طرح لوایح و پیشنهادها برای تصویب در پارلمان است. همچنین کمیته‌ها می‌توانند وزرا را برای مشورت احضار و پرسش‌هایی را طرح نمایند. به تعداد احزاب حاضر در پارلمان، گروه‌های پارلمانی وجود دارد. فلکتین می‌تواند نخست‌وزیر یا کل هیئت دولت را عزل کند. علاوه بر آن نخست‌وزیر می‌تواند از پادشاه بخواهد که ترتیب برگزاری انتخابات زودهنگام مجلس را پیش از سر آمدن مهلت چهار ساله بدهد.